# Rosztóczy István
Rosztóczy István (Budapest, 1942. november 17. – Gotemba, Fudzsi-hegy, Japán, 1993. október 27./28.) magyar kutató orvos, mikrobiológus, az orvostudomány doktora (1993), az MTA tagja, tanár, véradószervező.

## Élete[2]
Budapesten született, de négyéves korától Hódmezővásárhelyen élt, miután az édesanyját, Nagy Ilonát kinevezték a Magyar Korona Gyógyszertár élére. A hódmezővásárhelyi Bethlen Gábor Gimnáziumban érettségizett 1960-ban. 1966-ban diplomázott a Szegedi Orvostudományi Egyetemen. Már egyetemi tanulmányai alatt elkezdett foglalkozni az interferonokkal Mécs Imre irányítása alatt a Mikrobiológiai Intézetben, ahol a diploma megszerzése után is maradt. 1968-ban kinevezték tanársegédnek. 1969-ben szerezte meg az első szakorvosi diplomáját orvosi laboratóriumi vizsgálatból.
Az intézeti munka közben 1971–1972-ben a Birminghami Mikrobiológiai Intézetben tanult. 1977-ben nyerte el a kandidátusi címet Az interferon priming hatása című kandidátusi értekezésével. A második szakorvosi diplomáját 1980-ban szerezte meg orvosi mikrobiológiából. 1981-ben egyetemi adjunktus, 1983. július 1-jén pedig egyetemi docens lett. 1988-ban két hónapig a brüsszeli Pasteur Intézetben folytatott tanulmányokat. 1990–1991-ben 16 hónapon keresztül Baltimore-ban a Johns Hopkins Egyetem Onkológiai Központjában folytatott kutatásokat Paula M. Pitha-Rowe professzorasszonnyal együttműködésben, és vendégoktatóként tanított az amerikai egyetemen. Fő kutatási területe, az interferon és különösen az interferon priming hatásának mechanizmusa volt. Emellett víruskemoterápia, az ipari méretű sejttenyésztés és interferontermelés, az interleukin-6 és tumor necrosis faktor, citokinindukció és a staphylococcusok hatása a HIV-1 szaporodására is érdekelte. A kutatás mellett a tanítás is fontos volt számára.
Több tudományos társaságnak is tagja volt, így a Magyar Mikrobiológiai és a Magyar Immunológiai Társaságnak, a Magyar Biokémiai Egyesület Biotechnológiai Szakosztálya vezetőségének, a Magyar Orvosképzési Társaságnak, az Európai Reticuloendothelialis Társaságnak és az International Society for Interferon and Cytokine Research Society for General Microbiology-nak, valamint az Európai Biotechnológiai Szövetség „Állati és növényi sejtkultúra-technológia” Munkabizottság magyarországi képviselőjeként is tevékenykedett.
1993-ban elnyerte az orvostudomány doktora fokozatot az „Interferonok a cytokinrendszer szabályozásában” című nagydoktori disszertációjáért, viszont a cím hivatalos megerősítését (1993. november 17.) már nem érhette meg, hiszen 21 nappal előtte hunyt el. A Magyar Tudományos Akadémia tagja volt.
Nagy természetjáró volt. Halálát egy tragikus baleset okozta, mikor az Interferon és Citokin Kutatás Nemzetközi Társasága (International Society for Interferon and Cytokine Research, ISICR) összejövetelére érkezett Tokióba. Régi vágya, a Fudzsi-hegy megmászása teljesült ekkor, de mikor már jött le a hegyről, esés következtében 1993. október 27-én vagy 28-án életét vesztette. Földi maradványait hazaszállították.

## Családja[3]
Édesapja Rosztóczy Ernő (1899–1969) fiziológus, sportorvos, egyetemi magántanár, a Csongrád megyei KÖJÁL osztályvezetője, édesanyja Nagy Ilona Julianna gyógyszerész. Testvérei Rosztóczy Ernő, a hódmezővásárhelyi Bethlen Gábor Gimnázium tanára és Rosztóczy Stefánia (1934–1943). 1966. szeptember 17-én Szegeden feleségül vette Czapf Zsuzsannát (*1943), akitől két fia született: Rosztóczy András (*1967) gasztroenterológus orvos és Rosztóczy Péter (*1978), aki az ELTE-n programozó matematikusi diplomát szerzett.

## Díjai, elismerései
- A Magyar Vöröskereszt Kiváló Munkáért kitüntetés (1982)
- Kiváló Egészségnevelő (1985)
- A Magyar Vöröskereszt Kiváló Munkáért kitüntetés (1989)
- Szociális és egészségügyi miniszteri dicséret (1989)

## Művei
- Orvosi mikrobiológia gyakorlati és kiegészítő jegyzet, Szegedi Orvostudományi Egyetem, Általános Orvostudományi Kar, Szeged, 1982
- Az interferon priming hatása, kandidátusi értekezés, MTA TMB, Szeged, 158 p., 1977
- Interferonok a cytokin rendszer szabályozásában, doktori értekezés, MTA TMB, Szeged, 131 p., 1992